# José María Lavalle
José María Lavalle (5 de junho de 1911 - 17 de julho de 1984) foi um futebolista peruano. Ele competiu na Copa do Mundo FIFA de 1930, sediada no Uruguai, na qual a seleção de seu país terminou na décima colocação dentre os treze participantes.